# Juan Carlos Barreto
Juan Carlos Barreto (Monterrey, Nuevo León; 11 de março de 1957) é um ator mexicano.

## Telenovelas
- Juegos de amor y poder (2025) - Quirino Hernández Dueñas
- A.mar, donde el amor teje sus redes (2025) - Ulises Contreras
- El precio de amarte (2024) - Tomás Franco
- El amor no tiene receta (2024) - Porfirio Villa de Cortés
- Vencer la culpa (2023) - Enrique Ortega Valencia
- La madrastra (2022) - el Padre José Jaramillo
- La herencia (2022) - Modesto Pérez
- ¿Te acuerdas de mí? (2021) - Fausto Galicia Alias / Raúl Bernal
- Vencer el miedo (2020) - Agustín Ferrer
- La usurpadora (2019) - Manuel Hernández
- Por amar sin ley (2018-2019) - Jacinto Dorantes
- Papá a toda madre (2017-2018) - Nerón Machuca
- La doble vida de Estela Carrillo (2017) - Silverio Pineda "El Sagrado"
- La candidata (2016-2017) - Mario Bárcenas
- El hotel de los secretos (2016) - Guadalupe "Lupe" Mosqueda
- Amor de barrio (2015) - Ariel Lopezreina
- Yo no creo en los hombres (2014-2015) - Lic. Arango
- Lo que la vida me robó (2013-2014) - Macario Peralta Cabrera
- Mentir para vivir (2013) - Rubén Camargo
- Cachito de cielo (2012) - Tristán Luna
- Esperanza del corazón (2011) - Silvestre Figueroa
- Para volver a amar (2010-2011) - Jaime Espinoza
- Vivir por ti - (2008) - Dagoberto
- Corazón partido - (2005-2006) - Erasmo
- Todo por amor - (2000-2001) - Jorge
- El amor de mi vida - (1998-1999) - Luis
- Huracán - (1997) - Presidiario
- Los hijos de nadie - (1997) - Felipe
- Si Dios me quita la vida - (1995)
- Simplemente María - (1989) - Benito
- Cautiva (1986) - Alfonso

### Séries
- El encanto del águila - (2011) - General Manuel González Cossio
- Como dice el dicho - (2011-presente)
- La rosa de Guadalupe - (2010-presente)
- Locas de amor - (2010) - Ricardo
- XY, la revista - (2009)  - Artemio Miranda
- Bajo la sal - (2007)
- Lo que callamos las mujeres (2001-2005) (série de televisão)
- Al derecho y al derbez (1994) (programa de comédia)

## Prêmios e indicações

### TVyNovelas
| Ano  | Categoria               | Programa/Telenovela | Resultado |
| ---- | ----------------------- | ------------------- | --------- |
| 2018 | Melhor ator principal   | Papá a toda madre   | Venceu    |
| 2011 | Melhor ator antagonista | Para volver a amar  | Venceu    |